# Totternhoe F.C.
Totternhoe F.C. là một câu lạc bộ bóng đá Anh tọa lạc ở Totternhoe, gần Dunstable, Bedfordshire. CLB là hội viên của Bedfordshire County Football Association. Họ đang thi đấu ở Spartan South Midlands League Division Two.

## Lịch sử
Totternhoe Football Club được thành lập năm 1906. Họ gia nhập South Midlands League năm 1958, rời đi năm 1975 trước khi gia nhập lại năm 1979. Khi giải đấu này hợp nhất với Spartan League năm 1997, Totternhoe là một trong những thành viên sáng lập Spartan South Midlands League, và bây giờ vẫn đang thi đấu ở đây, hiện tại ở Division Two.
Họ đã tham dự FA Vase 11 lần, nhưng chỉ qua vòng sơ loại đúng 1 lần – ở mùa giải 1988–89, khi họ bị loại tại vòng 1 bởi East Thurrock United.

## Các danh hiệu
- South Midlands League Division One[2]
  - Vô địch 1961–62
  - Á quân 1968–69, 1985–86
- Spartan South Midlands League Division Two
  - Á quân 2010–11

## Các kỉ lục
- FA Vase[2]
  - Vòng 1 1988–89